# Antonio Semino
Antonio Semino o Semini (Genova, 1485 circa – 1554 o 1555) è stato un pittore italiano.

## Vita
Figlio di un militare di carriera, venne educato alle arti e alla pittura sin da piccolo.
Allievo di Ludovico Brea, aderì prima allo stile lombardo, poi a quello fiammingo, infine a quello genovese, rinnovato dall'operato di Perin del Vaga. Nel 1527 ha l'onorevole incarico di decorare il coro della Cattedrale di San Lorenzo. Dipinge nel 1532, con la collaborazione di Teramo Piaggio, Il Martirio di Sant'Andrea per la chiesa dedicata proprio a quel santo. Sono evidentemente del Semino le figure del Martire e le due sedute ritorte in primo piano; ma la folla di fondo al crocefisso è anonima e inerte, e sfugge ad ogni intento compositivo. Antonio Semino lascia una delle sue opere migliori nel Presepe della Chiesa di San Domenico a Savona (ora di San Giovanni Battista)(1532-1535):sulla traccia di Pietro Francesco Sacchi le figure risultano semplici e composte, ma più massicce e tornite; il paesaggio è in stile fiammingo, con ricchi colori caldi e bruniti, che è sintomo di una pittura ormai diversamente intesa. Compone nel 1535 la Deposizione per la chiesa di San Domenico a Genova (ora all'Accademia Ligustica di Belle Arti). In stile genovese vi è la Pietà (1547-49).
Di una certa importanza anche le tavole per la chiesa di San Domenico e Santa Maria di Consolazione, la Natività di Nostro Signore nel 1535, il Lazzaro e il Battesimo nel Giordano.
Ebbe due figli, Ottavio e Andrea, avviati, entrambi, dal padre, alla pittura.